# Brignac (Morbihan)
Pour les articles homonymes, voir Brignac.
Brignac [bʁiɲak] est une commune française, située dans le département du Morbihan en région Bretagne.

## Géographie
| Ménéac | Ménéac   | Illifaut Côtes-d'Armor |
| Ménéac | Brignac  |                        |
| Ménéac | Évriguet | Saint-Brieuc-de-Mauron |

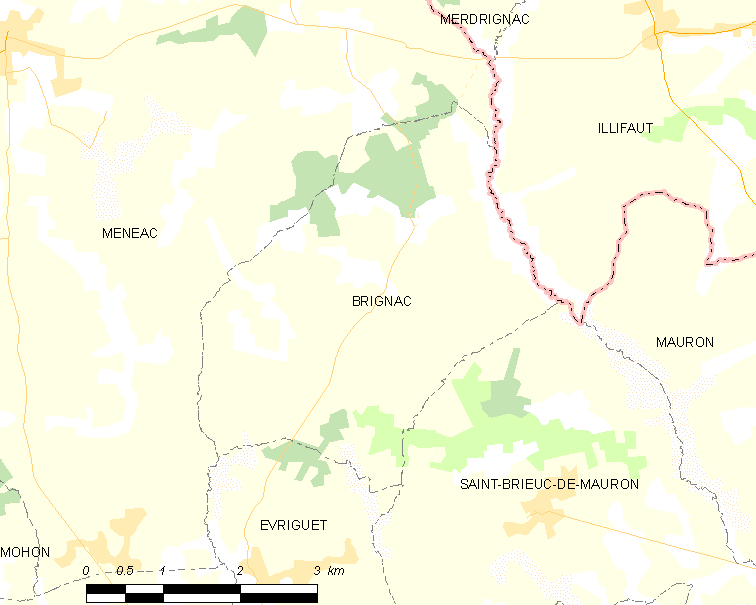
Carte de la commune.

Les cartes des Cassini de 1736 ne représentent pas Brignac qui est dans les bois. https://www.geoportail.gouv.fr/donnees/carte-de-cassini

### Hydrographie
Pour un article plus général, voir Réseau hydrographique du Morbihan.
La commune est située dans le bassin Loire-Bretagne. Elle est drainée par l'Yvel, le ruisseau de la Planchette,,.
L'Yvel, d'une longueur de J83-0 310 km, prend sa source dans la commune de Saint-Vran et se jette  dans le Ninian à Taupont, après avoir traversé douze communes. 

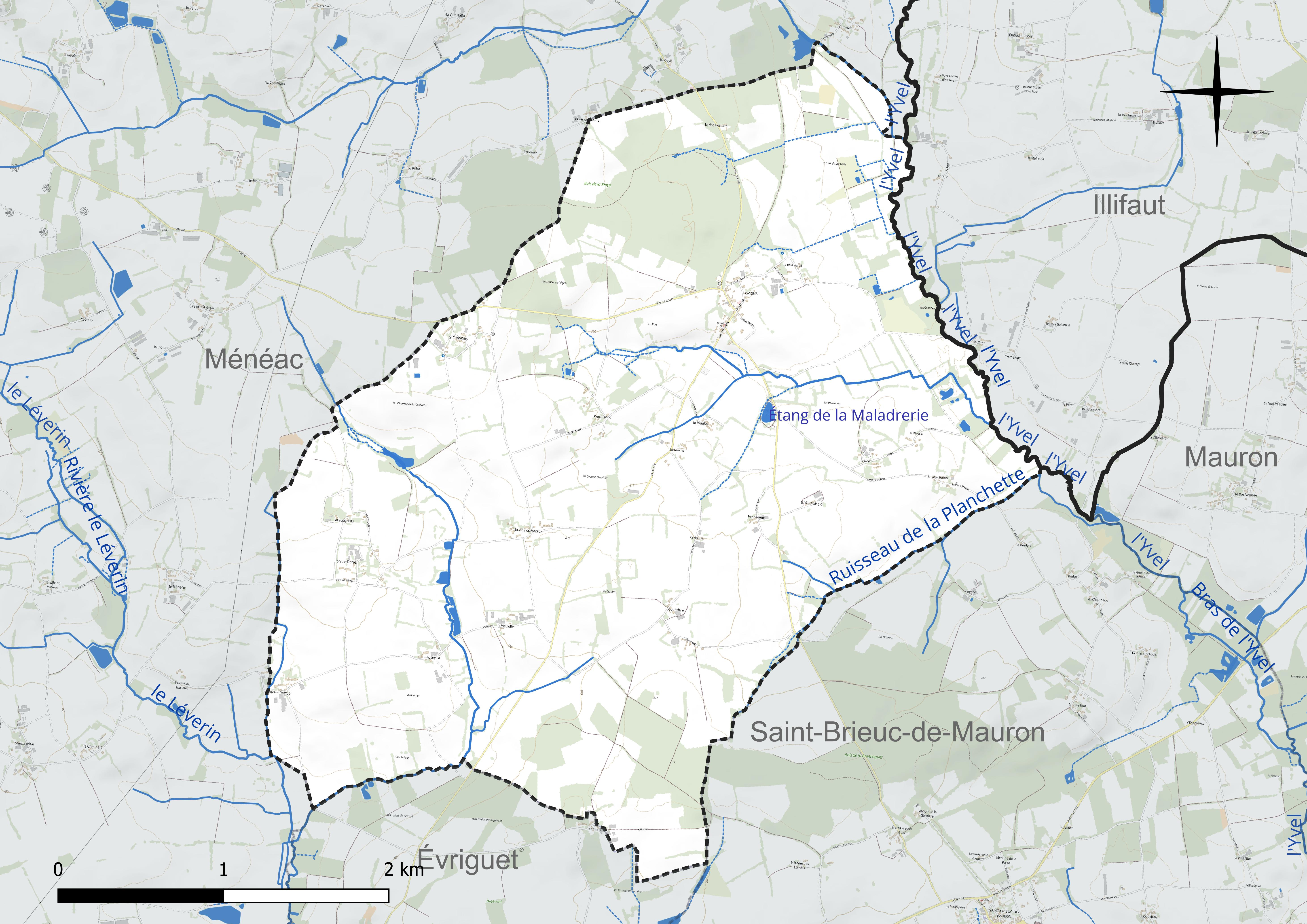
Réseau hydrographique de Brignac.

Un plan d'eau complète le réseau hydrographique : l'étang de la Maladrerie (0,71 ha),.

### Climat
Pour des articles plus généraux, voir Climat de la Bretagne et Climat du Morbihan.
En 2010, le climat de la commune est de type climat océanique franc, selon une étude du CNRS s'appuyant sur une série de données couvrant la période 1971-2000. En 2020, Météo-France publie une typologie des climats de la France métropolitaine dans laquelle la commune est exposée à un climat océanique et est dans la région climatique  Bretagne orientale et méridionale, Pays nantais, Vendée, caractérisée par une faible pluviométrie en été et une bonne insolation. Parallèlement l'observatoire de l'environnement en Bretagne publie en 2020 un zonage climatique de la région Bretagne, s'appuyant sur des données de Météo-France de 2009. La commune est, selon ce zonage, dans la zone « Intérieur Est », avec des hivers frais, des étés chauds et des pluies modérées.  
Pour la période 1971-2000, la température annuelle moyenne est de 11,4 °C, avec une amplitude thermique annuelle de 12,2 °C. Le cumul annuel moyen de précipitations est de 757 mm, avec 12,8 jours de précipitations en janvier et 6,2 jours en juillet. Pour la période 1991-2020, la température moyenne annuelle observée sur la station météorologique la plus proche, située sur la commune de Merdrignac à 8 km à vol d'oiseau, est de 11,7 °C et le cumul annuel moyen de précipitations est de 905,0 mm,. Pour l'avenir, les paramètres climatiques de la commune estimés pour 2050 selon différents scénarios d'émission de gaz à effet de serre sont consultables sur un site dédié publié par Météo-France en novembre 2022.

## Urbanisme

### Typologie
Au 1er janvier 2024, Brignac est catégorisée commune rurale à habitat très dispersé, selon la nouvelle grille communale de densité à sept niveaux définie par l'Insee en 2022.
Elle est située hors unité urbaine et hors attraction des villes,.

### Occupation des sols
L'occupation des sols de la commune, telle qu'elle ressort de la base de données européenne d’occupation biophysique des sols Corine Land Cover (CLC), est marquée par l'importance des territoires agricoles (89,7 % en 2018), une proportion sensiblement équivalente à celle de 1990 (89,6 %). La répartition détaillée en 2018 est la suivante : 
terres arables (73,3 %), forêts (10,3 %), zones agricoles hétérogènes (10,1 %), prairies (6,3 %). L'évolution de l’occupation des sols de la commune et de ses infrastructures peut être observée sur les différentes représentations cartographiques du territoire : la carte de Cassini (XVIIIe siècle), la carte d'état-major (1820-1866) et les cartes ou photos aériennes de l'IGN pour la période actuelle (1950 à aujourd'hui).

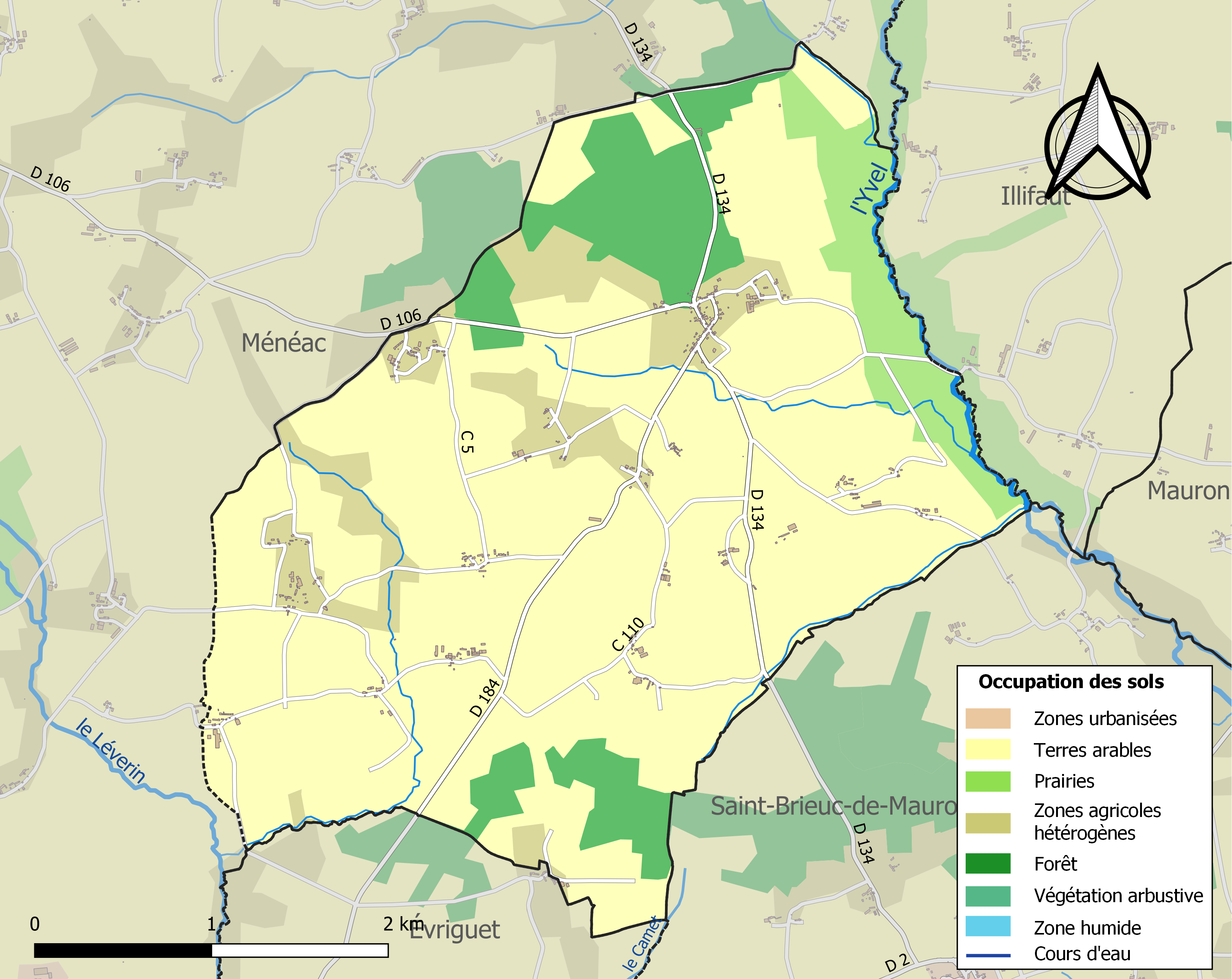
Carte des infrastructures et de l'occupation des sols de la commune en 2018 (CLC).

## Toponymie
La forme ancienne attestée en 1330 est Bregnac.
Le nom dériverait de Brenn (colline).
Brigna en gallo.
La forme bretonne proposée par l'Office public de la langue bretonne est Brennieg.

## Blasonnement
|  | Les armoiries de Brignac se blasonnent ainsi : Parti : au un de gueules à trois tourteaux d’hermine, au deux d’argent à une fasce de sable accompagnée de trois fleurs de lys de gueules, deux et un ; au chef denché d’or chargé d’une divise ondée d’azur. (Au un sont les armes de la famille de Bodegat). Conc. B. Le Ny-Jegat. |

## Politique et administration
| Période                                  | Période               | Identité                     | Étiquette | Qualité |
| ---------------------------------------- | --------------------- | ---------------------------- | --------- | --- |
| 1793                                     | ?                     | Joseph Marie François Ménagé |           | Représentant de la paroisse et signataire du cahier des plaintes et doléances de 1789. Notaire royal , fils de Jean François Ménagé Notaire et Procureur de plusieurs juridictions |
| 1793                                     | 1794                  | Jean-Baptiste Mênagé         |           | Officier public |
| 1794                                     | 1800                  | Toussaint Mênagé             |           | Officier public |
| 1801                                     | 1816                  | François Mênagé              |           | Officier public |
| 1898                                     | ?                     | Henri Ménage                 |           | juré aux assises du Morbihan du 4 ème trimestre 1898 à Vannes |
| ?                                        | juin 1979 (démission) | Jean-François Josse          |           | |
| juin 1979                                | juin 1995             | Eugène Jan                   |           | |
| juin 1995                                | mars 2014             | Jean Pôl Gaudaire            |           | |
| mars 2014 Réélu en 2020                  | En cours              | Martial Le Breton            |           | |
| Les données manquantes sont à compléter. |                       |                              |           | |

## Démographie
En décembre 1693, le dénombrement des paroissiens fut fait, à l’occasion d’une disette; le ministère fit faire chaque ménage la déclaration du nombre de grains qu’il y avait, blé seigle avoine et blé noir, pour y pouvoir; il se trouva 476 personnes, tant de grandes que d’enfants. En la présente, 1783, 31 décembre, il y a 422, compris le dernier-né 

L'évolution du nombre d'habitants est connue à travers les recensements de la population effectués dans la commune depuis 1793. Pour les communes de moins de 10 000 habitants, une enquête de recensement portant sur toute la population est réalisée tous les cinq ans, les populations de référence des années intermédiaires étant quant à elles estimées par interpolation ou extrapolation. Pour la commune, le premier recensement exhaustif entrant dans le cadre du nouveau dispositif a été réalisé en 2007.

En 2022, la commune comptait 198 habitants, en évolution de +7,61 % par rapport à 2016 (Morbihan : +3,82 %, France hors Mayotte : +2,11 %).
| 1793 | 1800 | 1806 | 1821 | 1831 | 1836 | 1841 | 1846 | 1851 |
| ---- | ---- | ---- | ---- | ---- | ---- | ---- | ---- | ---- |
| 450  | 500  | 490  | 422  | 528  | 576  | 597  | 545  | 523  |

| 1856 | 1861 | 1866 | 1872 | 1876 | 1881 | 1886 | 1891 | 1896 |
| ---- | ---- | ---- | ---- | ---- | ---- | ---- | ---- | ---- |
| 519  | 539  | 591  | 628  | 666  | 656  | 652  | 619  | 628  |

| 1901 | 1906 | 1911 | 1921 | 1926 | 1931 | 1936 | 1946 | 1954 |
| ---- | ---- | ---- | ---- | ---- | ---- | ---- | ---- | ---- |
| 612  | 599  | 594  | 526  | 516  | 526  | 535  | 464  | 453  |

| 1962 | 1968 | 1975 | 1982 | 1990 | 1999 | 2006 | 2007 | 2012 |
| ---- | ---- | ---- | ---- | ---- | ---- | ---- | ---- | ---- |
| 447  | 390  | 355  | 287  | 240  | 224  | 201  | 198  | 181  |

| 2017 | 2022 | - | - | - | - | - | - | - |
| ---- | ---- | - | - | - | - | - | - | - |
| 186  | 198  | - | - | - | - | - | - | - |

## Lieux et monuments
- Église Saint-Barthélemy.

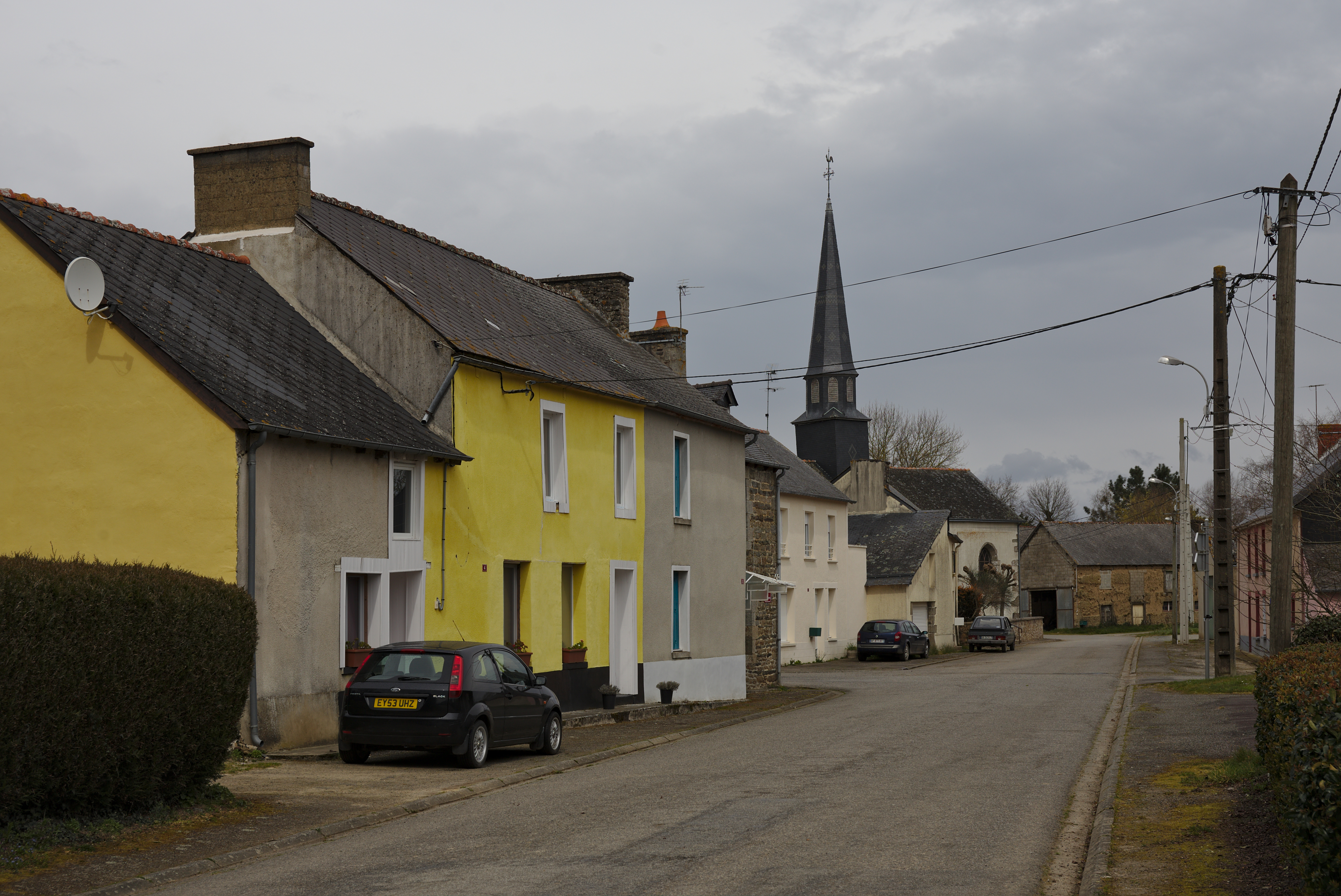
Le centre-bourg.
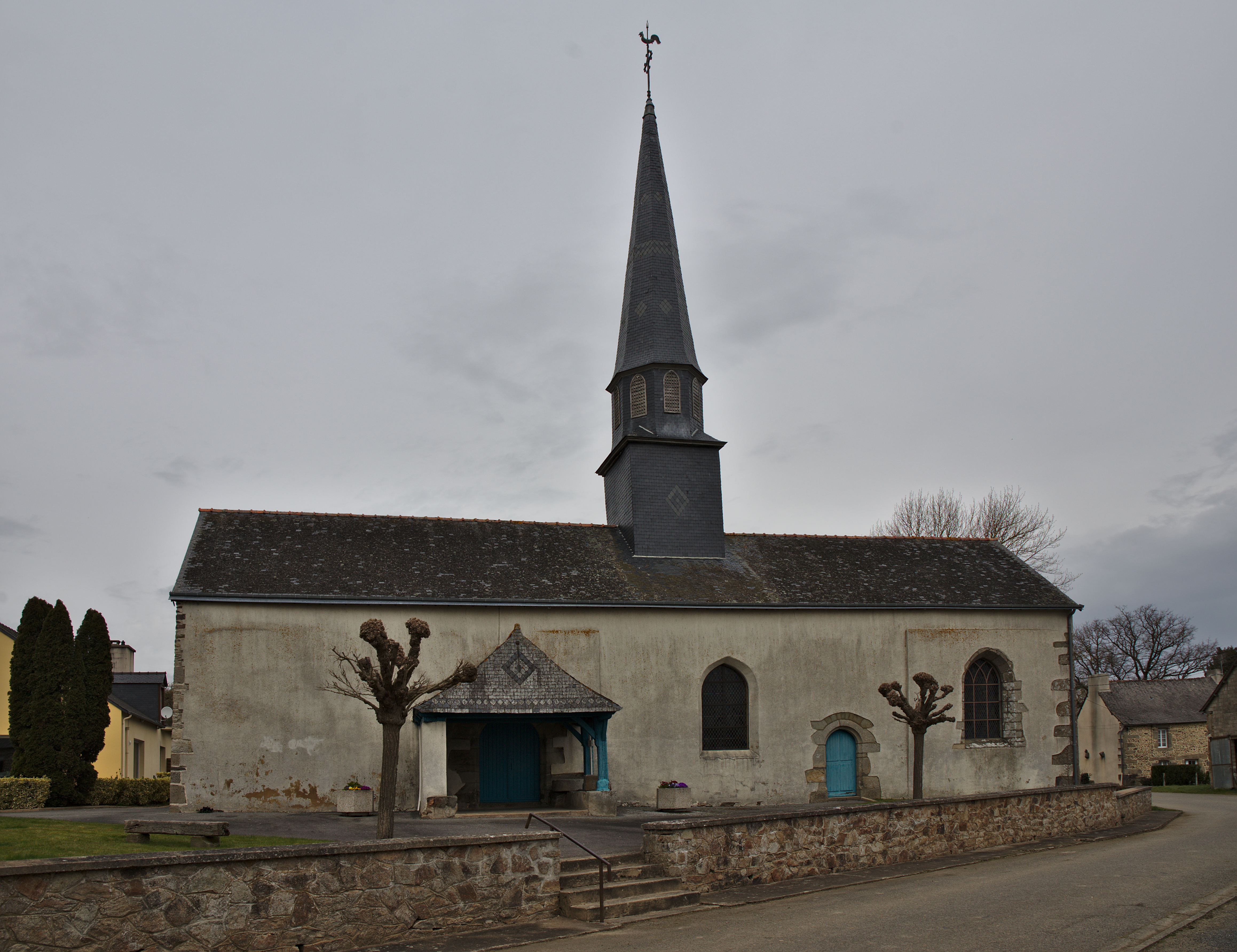
L'église Saint-Barthélemy.
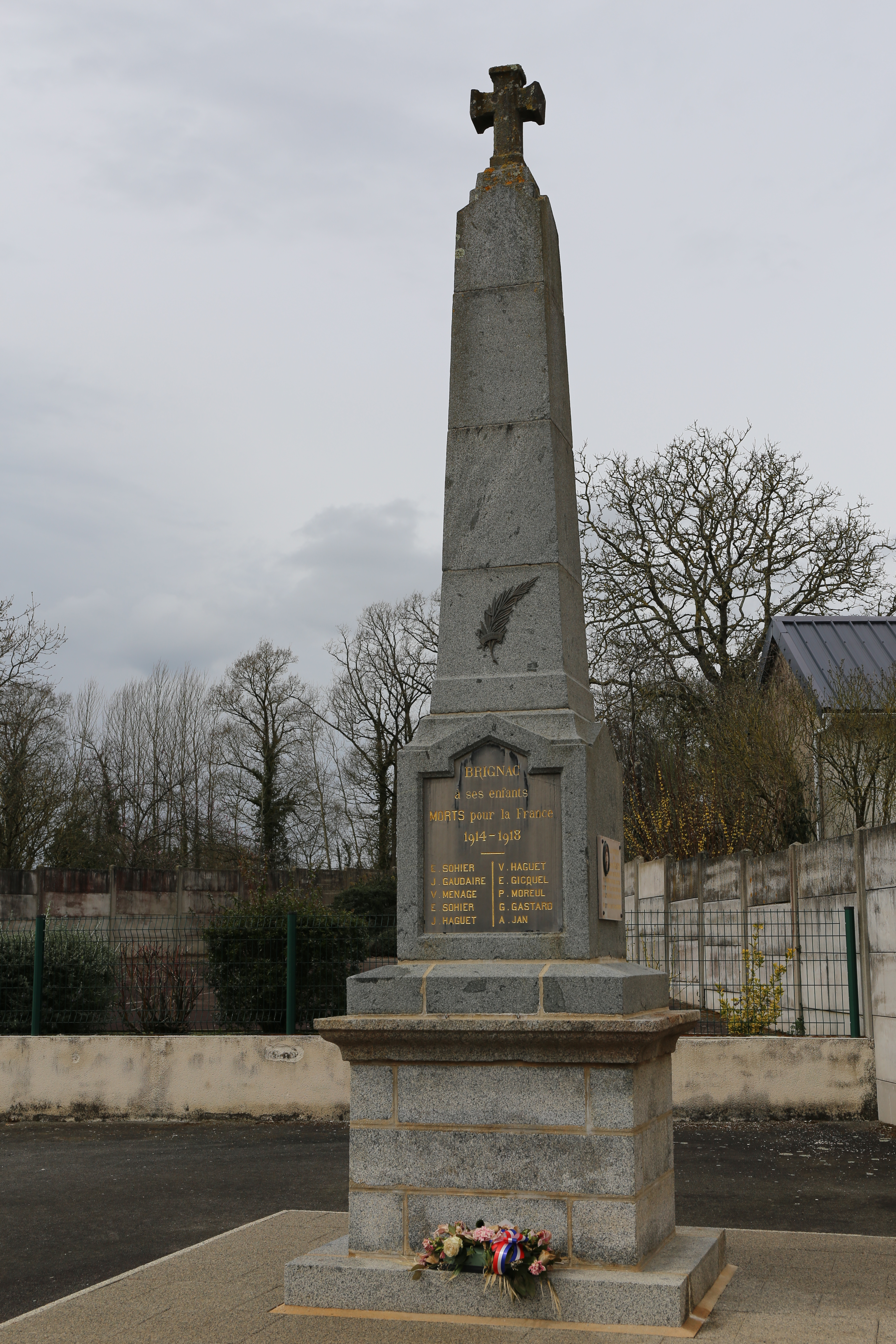
Le monument aux morts.